# Escudo de Porto Alegre
El escudo de Porto Alegre es el símbolo de la ciudad de Porto Alegre, Brasil. Fue diseñado por Francisco Bellanca y establecido por la ley N° 1030 del 22 de enero de 1953 durante la gestión del alcalde Ildo Meneghetti quien la mandó diseñar a través de la ley N° 1947 de 1947.

## Significado de los símbolos
La cruz de Cristo recuerda los orígenes cristianos y portugueses del pueblo y se utilizaba en la época de los descubrimientos. Era muy común en la época como alusión al catolicismo predominante en la región.
La Puerta Colonial, que era el hito de entrada a la ciudad, fue construida en 1773 por José Marcelino de Figueiredo. La intención era mostrar que la ciudad estaba abierta a todos. La vida de la ciudad comenzó a desarrollarse a partir del Largo do Portão (Largo del Puerto). En sus inmediaciones se construyó la Santa Casa de Misericórdia; y la Praça do Portão (Plaza de la Puerta) pasó a llamarse, en 1873, Praça General Marques (Plaza General Marquéz) y, en 1912, Conde de Porto Alegre.
La Carabela recuerda el barco de Nossa Senhora da Alminha (Nuestra Señora de la Almina), que, según la tradición, trajo a la región a las parejas azorianas que iniciaron, en 1751, el asentamiento oficial del lugar.
La Corona con cinco torres, significa "gran ciudad", "ciudad cabecera", capital.
El Listón con sus letras de plata es un recuerdo del heroísmo del pueblo en las luchas políticas y sociales.
La frase "Leal e Valerosa Cidade de Porto Alegre" es el título que el rey Pedro II de Brasil concedió a Porto Alegre en 1841 por su constancia y lealtad al trono durante la Revolución Farroupilha. Según el historiador Sérgio da Costa Franco, el decreto de concesión incluía la palabra portuguesa "valorosa" (en español: "valiente"). El uso del arcaísmo "valerosa" se debe a una preferencia personal del secretario del ayuntamiento, José Joaquim Afonso Alves, que hasta que dejó el cargo en 1842 utilizó la palabra para abrir las actas de la legislatura municipal. Sus sucesores, sin embargo, volvieron a la grafía original pero en la década de 1950, cuando se decidió formalizar el diseño del escudo de armas, se reintrodujo el arcaísmo debido a la influencia de Walter Spalding, importante historiador que, también por preferencia personal, escribía el "lema" de esta forma. Su traducción significa Leal y Valiosa Ciudad de Porto Alegre.
El conjunto de colores recuerda los de las banderas de Brasil y Río Grande del Sur. El oro es el símbolo de la fidelidad. El azul es el cielo sereno de Río Grande del Sur. El verde representa las aguas tranquilas del lago Guaíba y los prados verdes de Río Grande del Sur. El rojo representa la fe y el amor. El plateado es la seriedad y el carácter noble y altivo del pueblo.